# Cartes du Ciel
Cartes du Ciel是一個開放原始碼的天象儀程式，可以在Linux、Mac OS X及Windows的平台上執行，目前已經發行到第四版，並且加入了Linux做為目標平台，使用授權也已從免費軟體成為GPL，並且專案移到新的網站。
這個軟體為所有的星座、行星和大多數用望遠鏡能看見的天體都製做了標籤。
它有一些在最昂貴的天文軟體中才有的應用程式中的許多功能。例如，Cartes du Ciel can可以下載數位化的巡天星圖，和在星圖上添加影像。也有望遠鏡的使用介面和許多用途廣泛的顯示選項。 
根據程式設計師的說法，將這個程式釋放成免費軟體，是因為「我寧願讓業餘的觀測者花錢買新的目鏡，也不願意他們花錢買天文軟體 。」。派翠克還創建了一個月面圖的軟體：虛擬月面圖，這也是一個自由及開放原始碼軟體的免費軟體。
多年以來，這個程式只能在微軟系統的電腦上運作，可以安裝許多的星表和資料庫。並且從一個功能簡單的軟體迅速發展成為一個非常完備的程式。在2.76版本中已經導入和增強了許多功能。要適當的將這些功能整合，導致3.0版的形成，這個新的版本也可以在Mac和Linux的系統中執行。

## 外部連結
- Version 2 (archived)
- Cartes du Ciel Version 2.76首頁(Windows only)（页面存档备份，存于）
- Cartes du Ciel Version 3首頁（页面存档备份，存于）
- Version 4 （页面存档备份，存于）